# Лавкай Василь Васильович
Васи́ль Васи́льович Лавка́й (26 червня 1984 — 10 серпня 2015) — боєць Добровольчого українського корпусу «Правий сектор», учасник російсько-української війни.

## Короткий життєпис
Народився 1978 року в селі Іванівці (Мукачівський район Закарпатської області); там і проживав. З молодих років почав працювати, займався непогано полюванням мисливцем, їздив на заробітки до Європи.
У ччасі війни — боєць 1-ї штурмової роти 5-го окремого батальйону Добровольчого Українського Корпусу «Правий сектор».
10 серпня 2015 року терористи у вранішню пору почали обстріл з важкої артилерії позицій 72-ї бригади поблизу села Старогнатівка Донецької області та перейшли в наступ із застосуванням танків та бронетехніки. Бійці ДУК-ПС прийшли на допомогу воякам. У том бою загинули Андрій Бодяк, Василь Лавкай, Віталій Тіліженко та сержант Євген Ровний. Противника було відкинуто до села Біла Кам'янка, але закріпитися не змогли — до терористів прибуло підкріплення (велика кількість бронетехніки).
Після прощання в Іванівцях Василя поховали в селі Клячаново.
Без Василя лишилися дружина Вікторія та донька Аріна 2014 р.н.

## Нагороди
- Нагороджений відзнакою ДУК ПС «Бойовий Хрест Корпусу» (грудень 2018; посмертно)[3];
- В 2021 році був нагороджений орденом «За мужність» III ступеня (посмертно)[4].